# Нарус (река)
Нарус је река која извире из побрђа Дидинга у близни границе са Угандом и тече према истоку кроз вилајет Источна Екваторија у Јужном Судану. Нестаје у мочварном тлу у близини града Нарус. Током кишне сезоне река плави околна подручја, а за време сушног дела године ток јој се скраћује, а често и нестаје.